# Marina Kupcowa
Marina Kupcowa (ros. Марина Геннадьевна Купцова; ur. 22 grudnia 1981 w Moskwie) – rosyjska lekkoatletka specjalizująca się w skoku wzwyż, uczestniczka letnich igrzysk olimpijskich w Sydney (2000).

## Sukcesy sportowe
- trzykrotna mistrzyni Rosji w skoku wzwyż – 2000, 2002, 2003[1]

| Rok  | Miasto    | Zawody                         | Konkurencja | Wynik         |
| ---- | --------- | ------------------------------ | ----------- | ------------- |
| 1997 | Lublana   | Mistrzostwa Europy juniorów    | skok wzwyż  | srebrny medal |
| 1998 | Annecy    | Mistrzostwa świata juniorów    | skok wzwyż  | złoty medal   |
| 1998 | Moskwa    | Światowe igrzyska młodzieży    | skok wzwyż  | złoty medal   |
| 1999 | Ryga      | Mistrzostwa Europy juniorów    | skok wzwyż  | brązowy medal |
| 2000 | Santiago  | Mistrzostwa świata juniorów    | skok wzwyż  | srebrny medal |
| 2001 | Amsterdam | Młodzieżowe mistrzostwa Europy | skok wzwyż  | srebrny medal |
| 2002 | Wiedeń    | Halowe mistrzostwa Europy      | skok wzwyż  | złoty medal   |
| 2002 | Monachium | Mistrzostwa Europy             | skok wzwyż  | srebrny medal |
| 2003 | Paryż     | Mistrzostwa świata             | skok wzwyż  | srebrny medal |

## Rekordy życiowe
- skok wzwyż – 2,02 – Hengelo 01/06/2003
- skok wzwyż (hala) – 2,03 – Wiedeń 02/03/2002